# Ischnura asiatica
Ischnura asiatica là một loài chuồn chuồn kim trong họ Coenagrionidae.
Ischnura asiatica được Brauer miêu tả khoa học năm 1865.

## Hình ảnh

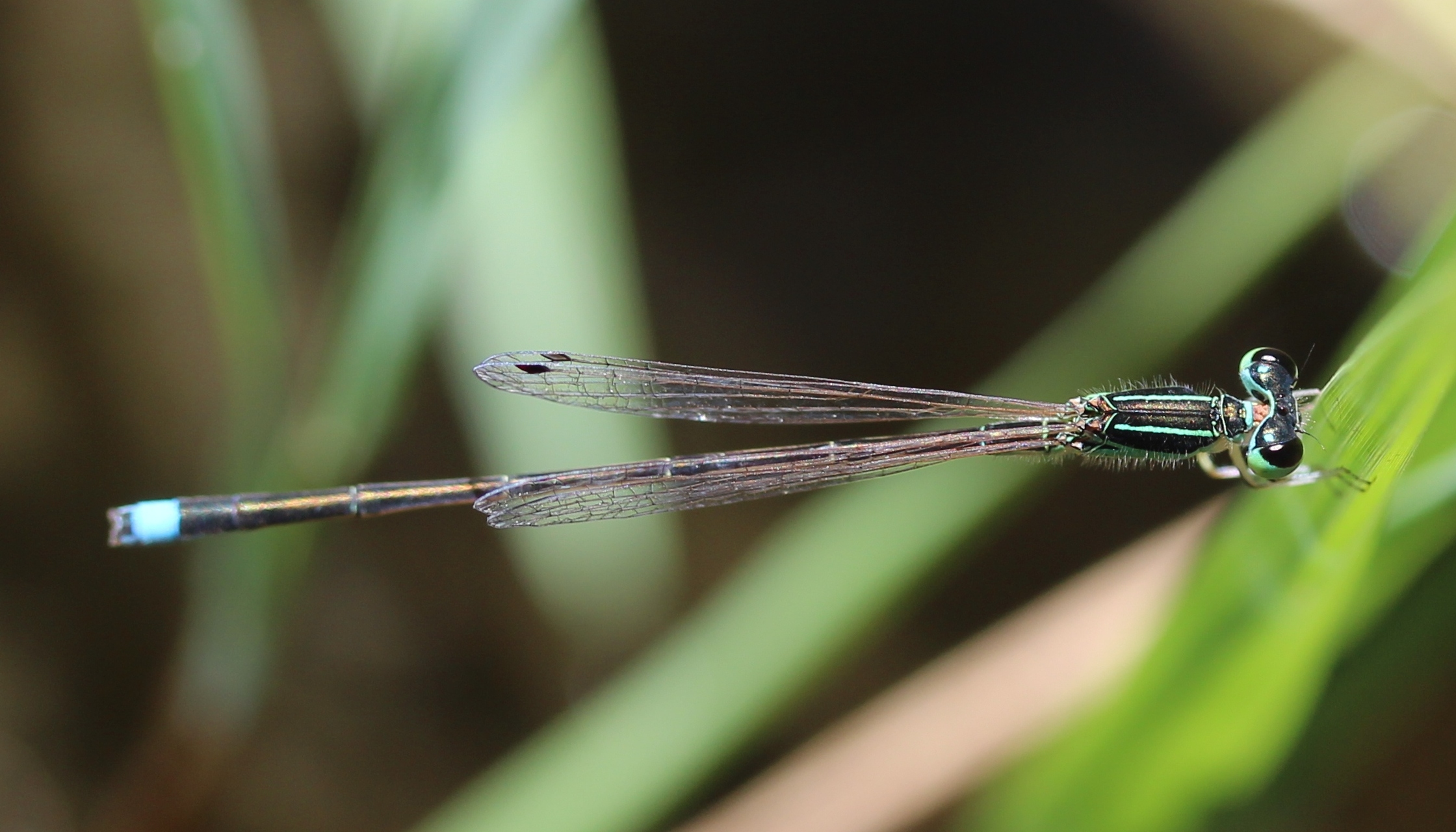
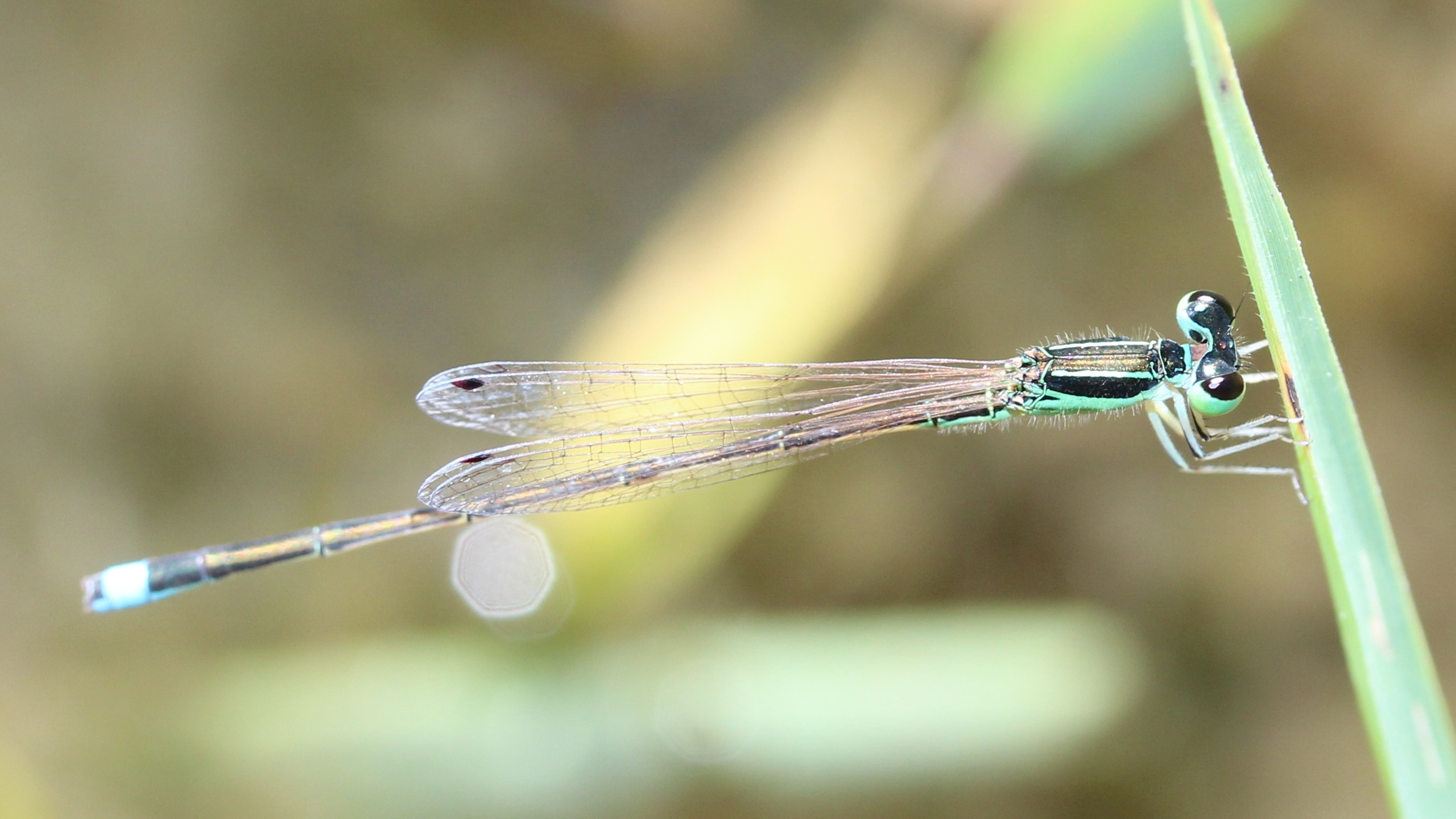
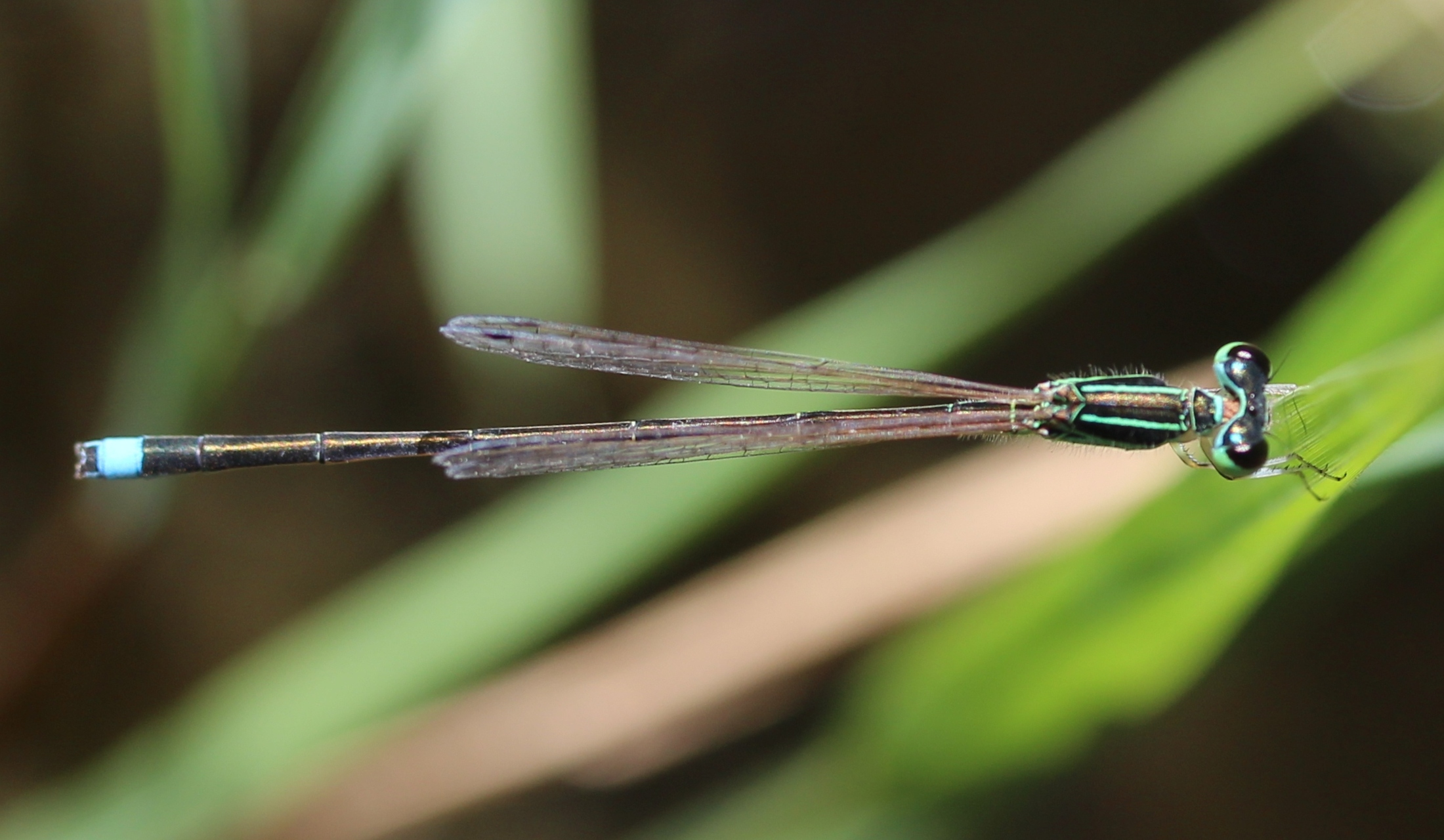